# Dolihil-P-Man:Man5GlcNAc2-PP-dolihol alfa-1,3-manoziltransferaza
Dolihil-P-Man:Man5GlcNAc2-PP-dolihol alfa-1,3-manoziltransferaza (EC 2.4.1.258, Man5GlcNAc2-PP-Dol manoziltransferaza, ALG3, dolihil-P-Man:Man(5)GlcNAc(2)-PP-dolihil manoziltransferaza, Not56-slični protein, Alg3 alfa-1,3-manozil transferaza, Dol-P-Man:Man5GlcNAc2-PP-Dol alfa-1,3-manoziltransferaza) je enzim sa sistematskim imenom dolihil beta-D-manozil fosfat:D-Man-alfa-(1->2)-D-Man-alfa-(1->2)-D-Man-alfa-(1->3)-(D-Man-alfa-(1->6))-D-Man-beta-(1->4)-D-GlcNAc-beta-(1->4)-D-GlcNAc-difosfodolihol alfa-1,3-manoziltransferaza. Ovaj enzim katalizuje sledeću hemijsku reakciju
dolihil beta--manozil fosfat + -difosfodolihol {\displaystyle \rightleftharpoons } -difosfodolihol + dolihil fosfat
Tokom formiranja N-glikozilnih veza glikoproteina dolazi do uređivanja sklopa rasprostanjenih oligosaharida sa Glc3Man9GlcNAc2 osnovom na lipidnom nosiocu dolihil difosfatu.

## Literatura
- Nicholas C. Price; Lewis Stevens (1999). Fundamentals of Enzymology: The Cell and Molecular Biology of Catalytic Proteins (Third изд.). USA: Oxford University Press. ISBN 019850229X.
- Eric J. Toone (2006). Advances in Enzymology and Related Areas of Molecular Biology, Protein Evolution (Volume 75 изд.). Wiley-Interscience. ISBN 0471205036.
- Branden C; Tooze J. Introduction to Protein Structure. New York, NY: Garland Publishing. ISBN 0-8153-2305-0.
- Irwin H. Segel. Enzyme Kinetics: Behavior and Analysis of Rapid Equilibrium and Steady-State Enzyme Systems (Book 44 изд.). Wiley Classics Library. ISBN 0471303097.

## Spoljašnje veze
- Dolichyl-P-Man:Man5GlcNAc2-PP-dolichol+alpha-1,3-mannosyltransferase на 